# Amy Carlson
Amy Lynn Carlson (Glen Ellyn, 7 de julho de 1968) é uma atriz estadunidense. Ficou mais conhecida pelos papéis televisivos de Alex Taylor em Third Watch e Kelly Gaffney em Law & Order: Trial by Jury.

## Biografia
Aos 13 anos de idade, sua família se mudou para Amã (Jordânia) por um ano, onde seus pais deram aulas em uma escola comunitária para americanos. Depois de retornar para os Estados Unidos, Amy estudou na Knox College em Galesburg, Illinois. Na faculdade, esteve em diversas peças teatrais, onde também se formou. Atualmente, vive em Chinatown, Manhattan, com seu marido Syd Butler e sua filha nascida em 2006. Faz trabalhos beneficentes na região central da África. Já visitou todos os estados americanos, com exceção do Alaska. Participou de duas bandas: Porridge de Nova York e MSG, uma banda punk composta somente por mulheres. Possui 3 gatos como animais de estimação e possui duas tatuagens em seu calcanhar, ambas de símbolos chineses.

## Filmografia
Cinema e filmes feitos para TV somente (TV):
- Too Big to Fail (TV).... Erin Callan
- Black Friday (2007) (TV) .... Rachel McKenzie
- Anamorph (2007) .... Alexandra Fredericks
- Franklin Charter (2005) (TV) .... Maggie Keeler
- Winning Girls Through Psychic Mind Control (2002) .... Kathy
- If These Walls Could Talk 2 (2000) (TV) .... Michelle
- Everything Put Together (2000) .... Jane
- Legacy of Lies (1992) (TV) .... Marianna Nania
- The Babe (1992) .... garota nas escadas

Séries de TV:
- Law & Order: Trial by Jury (2005-2006) .... A.D.A. Kelly Gaffney (13 episódios)
- Drift (2006) .... Lauren
- Law & Order (2004) .... Collette Connolly
- Peacemakers (2003) .... Katie Owen (9 episódios)
- Third Watch (2000-2003) .... Alexandra 'Alex' Taylor  (21 episódios)
- Plantão Médico .... Alex Taylor
- Law & Order: Special Victims Unit (2000) .... Patricia Andrews
- CSI: Crime Scene Investigation (2000) .... Kate Armstrong
- Falcone (2000) .... Maggie Pistone Egan
- Nova York Contra o Crime (2000) .... Lisa Marantz
- Get Real (1999) .... Dr. Sedgwick (4 episódios)
- Martial Law (1999) .... Cassie McGill
- St. Michael's Crossing (1999) .... Kelly McGloin
- Guiding Light (1998) .... Harley Cooper Spaulding Mallett Spaulding
- The Untouchables (1993-1994) .... prostituta (3 episódios)
- Another World (1993-1998) .... Josephine 'Josie' Watts (Matthews) Sinclair
- Missing Persons (1993) (2 episódios)

## Prêmios e Nomeações
- 1998 - nomeada ao Daytime Emmy Award como "Melhor Atriz (coadjuvante/secundária) Convidada".
- 1997 - nomeada em "Romance", ao lado do ator Timothy Gibbs pela série Another World.
- 1995 - nomeada ao Soap Opera Awards como "Atriz (coadjuvante/secundária) Revelação" pela série Another World.